# Mangal Pandey

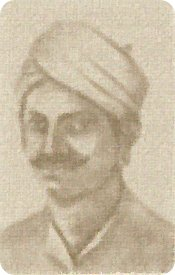
Schets, voorstellende Mangal Pandey

Mangal Pandey (vermoedelijk geboren op 19 juli 1827, overleden op 8 april 1857), (Hindi: मंगल पांडे) ook bekend als Shaheed Mangal Pandey (Shaheed betekent martelaar in het Arabisch en Hindustani), was een sepoy (soldaat) in het 34ste regiment van de 'Bengal Native Infantry' (BNI) van de Britse Oost-Indische Compagnie. 
Pandey was geboren in het dorp Nagwa in het district Ballia, Uttar Pradesh. Hij leidde een opstand onder Indiase soldaten tijdens de Engelse overheersing, op 29 maart 1857, de zogenaamde 'sepoy-muiterij'. Pandey werd gevangengenomen en opgehangen door de Engelsen. Dit vormde echter het begin van India's Eerste Onafhankelijkheidsoorlog. Een jaar lang werd er hevig gevochten. Dit leidde tot de ondergang van de Britse Oost-Indische Compagnie en tot het onder de Engelse Kroon plaatsen van Brits-India. Pandey's strijd wordt nog altijd gezien als de eerste stap naar de Indiase onafhankelijkheid en hijzelf als India’s eerste revolutionaire vrijheidsstrijder. 
In de film "The Rising: Ballad of Mangal Pandey" (2005) wordt zijn rol gespeeld door Bollywood-acteur Aamir Khan. 